# Юморист (песня)
«Юморист» (стилизовано как ЮМОРИСТ) — музыкальный сингл российского рэпера FACE, выпущенный 11 февраля 2019 года в качестве саундтрека к одноименному фильму Михаила Идова. Трек был использован в финальных титрах фильма.

## Создание и релиз
По словам Идова, Фейс сам решил записать трек «Юморист» после того, как увидел фильм. «В сентябре у Фейса вышел альбом «Пути неисповедимы» — неоднозначный с точки зрения музыки, но очень неожиданный и крутой как гражданский жест. В тот момент я заканчивал работу над фильмом, и мне вдруг показалось, что между Фейсом и главным героем есть довольно четкая связь. И Фейс, и Борис Аркадьев — люди, от которых публика ждет, скажем так, простых развлечений, но оба быстро устают быть шутами и пытаются говорить о том, что их по-настоящему волнует. Параллель меня заинтриговала, я показал кино Фейсу. Ему фильм очень понравился, и он решил написать трек. Который стал неожиданной смычкой между событиями фильма и современностью», — рассказал режиссер фильма.

### Музыкальный клип
Клип вышел одновременно с синглом, режиссером-постановщиком которого выступил Идов. Видео представляет собой совмещение кадров из фильма и клипа.
«Выступление сняли за одну смену в кабаре-театре на замаскированном под корабль дебаркадере в Петербурге. В клипе рэпер выступает альтер эго главного героя фильма: он выходит на сцену в классическом костюме и начинает "развлекать публику" перед микрофоном», — рассказал о съёмках продюсер Артём Васильев.
За первый день клип собрал свыше 2 миллионов просмотров, а за полгода — порядка 40 миллионов просмотров, став самым успешным видеоклипом в карьере Фейса.

## Номинации
| Год  | Церемония                                  | Категория                             | Результат |
| ---- | ------------------------------------------ | ------------------------------------- | --------- |
| 2019 | Российская национальная музыкальная премия | Лучшая песня к кинофильму или сериалу | Номинация |

## Реакция
Хип-хоп-портал The Flow поместил песню на 1 строчку в списке «50 лучших песен 2019».
Vk Music Awards поместил песню на 25 строчку в списке 30 главных треков года.
Сайт Rap.ru поместил песню в список «12 самых важных треков в русском рэпе за 2019 год».

## Чарты
| Чарт (2019)             | Высшая позиция |
| ----------------------- | -------------- |
| Россия (Apple Music)    | 1              |
| Россия (YouTube Music)  | 1              |
| Zvooq.online            | 1              |
| ВКонтакте               | 2              |
| Россия (Deezer)         | 5              |
| Top YouTube Hits        | 10             |
| Украина (YouTube Music) | 10             |